# Rosalyn Tureck
Rosalyn Tureck (Chicago, 14 de dezembro de 1913 — Nova Iorque, 17 de julho de 2003) foi uma pianista e cravista norte-americana, particularmente associada à música de Johann Sebastian Bach. No entanto, Tureck tinha um repertório abrangente que incluía obras de compositores como Ludwig van Beethoven, Johannes Brahms e Frédéric Chopin, bem como compositores mais modernos como David Diamond, Luigi Dallapiccola e William Schuman. A sonata para piano n.º 1 de Diamond foi inspirada pelo mode de tocar de Tureck.

## Biografia
Rosalyn Tureck nasceu em Chicago, sendo a terceira de três filhas dos imigrantes judeus russos Samuel e Monya (Lipson) Tureck (née Turk — o pai de Rosalyn era de ascendência turca). Era neta de um cantor de Kiev. O primeiro dos seuss professores a reconhecer os seus dons especiais ao tocar a música de Bach foi o pianista holandês jan Chiapusso, nascido em Java, que lhe deu aulas duas vezes por semana em Chicago entre 1929 e 1931 e também a introduziu ao som de instrumentos exóticos e conjuntos como o gamelão javanês.
Na Tuley High School (fechada em 1974), Tureck foi amiga e colega do futuro romancista vencedor do Prémio Nobel, Saul Bellow, que se formou em janeiro de 1932. Os dois permaneceram em contacto durante décadas.
"A minha técnica foi fundamentada, desde os meus primeiros anos de estudo, na escola de Mendelssohn, como foi transmitida por Anton Rubinstein e muitos dos seus alunos, um dos quais, Sophia Brilliant-Liven, foi a minha professora. É essencialmente uma técnica de dedo, não uma corda". Tureck relata que Brilliant-Liven era uma professora severa. "Durante os anos em que estive com ela, dos 9 aos 13 anos, ela nunca elogiou nenhuma peça que eu tocava. "No entanto," disse Tureck, "só deu um único elogio a mim quando eu tinha 13 anos, após a minha atuação nas semifinais de uma competição de piano em que participaram 80.000 jovens pianistas." Brilliant-Liven disse à jovem Tureck: "Se eu tivesse estado a ouvir de fora do auditório, teria jurado que era o próprio Anton Rubinstein a tocar." Tureck foi para a final, e para ganhar o primeiro prémio na competição.
Continuou os seus estudos musicais em Chicago com o pianista e cravista Gavin Williamson. Mais tarde, estudou na Juilliard School em Nova Iorque, onde um dos seus professores era Leon Theremin. Estreou-se no Carnegie Hall tocando o instrumento eletrónico inventado por Theremin, o nome de theremin. Mais tarde na sua carreira, ingressou na escola Juilliard como professora.
Entre as suas muitas gravações, o álbum que fez para o Video Artist International em 1993 (VAIA 1029) interpretando as Variações Goldberg (BWV 988) de Johann Sebastian Bach é considerado por um guia discográfico como a gravação de referência deste célebre trabalho. A sua mais recente gravação das Variações Goldberg, para a Deutsche Grammophon em 1998, quando tinha 85 anos - é uma apresentação modernista surpreendente do som de notas e nada mais que notas. A forma de tocar Bach é um modelo de objetividade que representa uma visão rigorosamente completa do compositor. E ninguém conhecia esta música tão bem como ela: Angela Hewitt explicou em Assuntos musicais uma história de como, numa visita a uma loja de pianos em Florença, ela experimentou um piano; gostou do que ouviu, e depois tocou nele todas as Variações Goldberg. Depois de ter terminado, sentou-se no instrumento seguinte e tocou-os novamente.
Fundou a sua própria orquestra, os Tureck Bach Players, que existiram entre 1960 e 1972, e tornou-se a primeira mulher a dirigir a Filarmónica de Nova Iorque num concerto de subscrição (1958) e a Philharmonia Orchestra em Londres (1959).
Dedicou-se a ensinar extensivamente, ensinando pela primeira vez no Conservatório de Filadélfia (1935-1942), na Mannes School of Music, em Nova Iorque (1940-1944), na Juillard (1943-1955) e na Universidade de Columbia, nova-iorquina (1953-55); foi também professora de música na Universidade de Maryland de 1982 a 1984. Em 1970, ingressou na St Hilda College, em Oxford, e três anos depois tornou-se membro visitante da Wolfson College, em Oxford. Nos anos seguintes lecionou em escolas na Dinamarca, Espanha, Países Baixos, Israel, Brasil, Chile e Argentina, bem como nos EUA.
Seus livros incluem Introdução à Performance de Bach, em Três Volumes (OUP, 1960), e trabalhou nas edições de várias obras de Bach, incluindo o Concerto Italiano (1983) e duas das suites para o esquivo, com a guitarrista Sharon Isbin.
Fundou várias sociedades musicais e de investigação: The Current Composers, New York, 1949-1953; Bach International Society em 1966, e o Bach Institute of Studies, Nova Iorque, dois anos depois; Instituto Tureck Bach, Nova Iorque, 1966-90; e por último, mas não menos importante, a Tureck Bach Research Foundation em Oxford em 1993. Esta fundação realizou um simpósio anual no qual distintos falantes de diferentes disciplinas - que vão da música à astrofísica e à Egiptologia - abordaram o mesmo tema, como estrutura ou adorno. Nestes encontros, Tureck interpretou Bach em todos os teclados, desde um Steinway até um sintetizador - muitas vezes em vários instrumentos durante um concerto - e teve pouca paciência para atitudes restritivas que declararam que Bach só deveria ser executada com instrumentos históricos. Portanto, o simpósio de 1997 fez muito para desafiar o conceito de autenticidade historicamente consciente que dominava o mundo da música no quarto do século anterior,  com oradores de várias disciplinas a afirmarem que tal conceito era fundamentalmente defeituoso.
Durante 2000 e 2001 Rosalyn Tureck viveu em Espanha, ensinando e praticando todos os dias da semana. Em particular, viveu em Estepona, onde passou um ano inteiro na reforma.
Morreu em Nova Iorque em 2003, aos 89 anos. As suas gravações e partituras foram entregues à Divisão de Música e aos Arquivos Rodgers & Hammerstein de Recorded Sound, formando ambas as instituições da Biblioteca Pública de Nova Iorque para as Artes Performativas.
Num programa especial da CBC sobre o pianista canadense Glenn Gould, o entrevistador disse a Tureck que Gould a tinha citado como a sua influência "única". Ela respondeu-me que sabia que tinha sido uma influência relevante na execução de Gould, e que tinha sido muito amável em dizê-lo. Em 2013 celebrou-se o centenário do seu nascimento e o décimo ano da sua morte com várias atividades relevantes, como exposições sobre o artista na Biblioteca Pública de Nova Iorque e na Universidade de Boston e um evento - concerto memorial no Auditório Bruno Walter em Nova Iorque.